# Patrimoine génétique
On désigne par patrimoine génétique ou pool génétique l'ensemble du génome d'un organisme, c’est-à-dire les différents allèles des gènes que possède cet individu. Le patrimoine génétique se transmet génétiquement de génération en génération selon le type de reproduction de l'organisme. Il évolue, par le jeu de la reproduction sexuée, et via les mutations non délétères du génome, quand elles sont conservées ou favorisées par la sélection naturelle.
Au sens large on parle de patrimoine génétique pour toute une espèce (humaine le cas échéant) ou pour toutes les espèces (le patrimoine des gènes dans leur ensemble). Des enjeux commerciaux sont apparus avec la brevetabilité du vivant et le génie génétique.

## Le patrimoine génétique humain
L'étude et l'éventuelle valorisation commerciale du patrimoine génétique humain ou issu d'innovations humaines traditionnelles posent des questions complexes de bioéthiques et de respect de la dignité humaine qui ont pris une importance supplémentaire avec le développement d'outils de la biologie moléculaire qui permettent des analyses poussées de l'ADN et d'éventuelles anomalies, in utero, chez l'enfant et chez l'adulte. Le patrimoine génétique d'un être humain tend à être considéré comme étant une partie constitutive de sa personne, car fondant en grande partie son identité biologique.

## Enjeux
Avec d'autres, des prospectivistes comme Jeremy Rifkin pointent dès la fin des années 1990 les risques pour la biodiversité, et questions éthiques et assurantielles nouvelles liés au brevetage des gènes, au brevetage d'espèce et au commerce d'espèces génétiquement modifiées par transgenèse.
Près de 20 ans plus tard, en 2018, si le protocole de Nagoya a en 2010 posé des bases internationales pour le partage des bénéfices sur les terres émergées et pour les eaux territoriales, il n'y a toujours ni accord ni de consensus sur le partage des bénéfices tirés de l'ADN collecté en haute mer (c'est-à-dire au-delà des 12 milles marins, soit sur les deux tiers des océans quant à la surface et bien plus quant au volume d'eau et à la surface de fonds marins).
Le premier brevet sur les gènes d'un organisme marin date de 1988 et concerne une séquence prélevée chez l'anguille européenne. 30 ans plus tard (2018) plus de 300 entreprises, universités et autres entités avaient déjà revendiqué la propriété intellectuelle de séquences génétiques de 862 espèces marines ; et une multinationale basée en Allemagne (BASF) avait à elle seule déposé presque 50 % des brevets pour environ 13 000 séquences d’ADN d’organismes marins, sans cacher que la plupart des 5 700 séquences brevetées ont été trouvées dans des bases de données ouvertes à tous, dont le contenu est essentiellement issu de la recherche publique régionale, nationale ou internationale. Les gènes provenant d'espèces extrémophiles sont très prisés, mais inaccessibles à la plupart des pays en développement ou pauvres, surtout quand ils n'ont pas d'accès à la mer.
Les points de vue les plus opposés sont ceux souhaitant une réglementation aussi peu contraignante que possible afin de favoriser le brevetage des gènes marins, et ceux s'opposant au brevetage qui considèrent que ce patrimoine est un patrimoine commun, non « « inventé » par l'homme mais issu de milliards d'années de sélection naturelle comme le rappelle la Convention des Nations-Unies sur le droit de la mer (1982) selon laquelle des ressources naturelles présentes sur ou sous les fonds marins, tels que les minéraux, constituent un « patrimoine commun ». Entre ces deux postures, figurent des options visant un meilleur partage des ressources et/ou à des compensations financières de la part de ceux qui accaparent le droit d'exploiter commercialement ce patrimoine.

### Articles et rapports
- Francesco di Castri, Pourquoi conserver le patrimoine génétique des espèces ?, 1989
- Dominique Chevallier, Rapport sur la biodiversité et la préservation du patrimoine génétique, Assemblée nationale et Sénat, 1992
- Michel Chauvet et Louis Olivier, La biodiversité, enjeu planétaire : préserver notre patrimoine génétique, 1993